# Avortement en Irlande

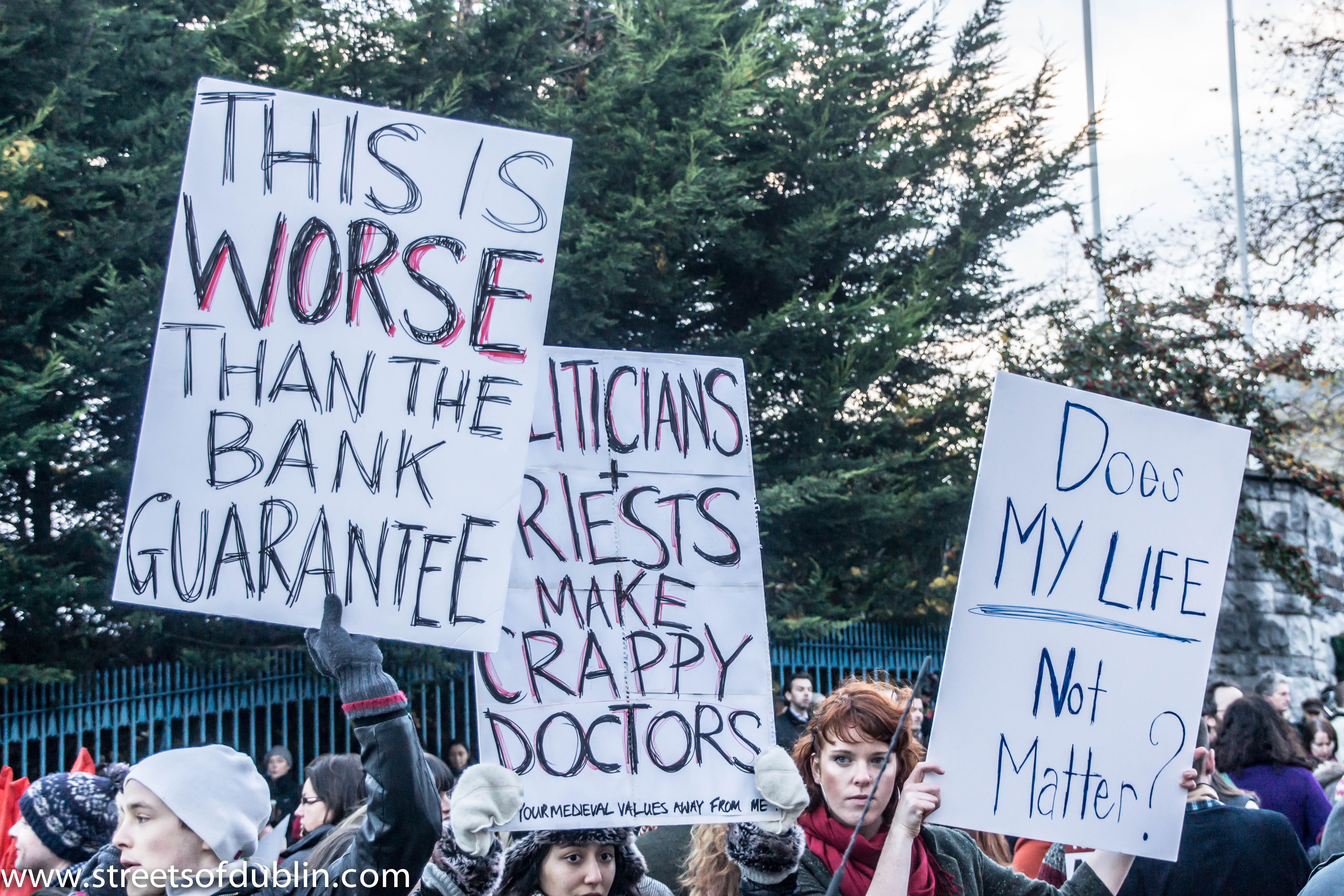
Une manifestation à Dublin en novembre 2012 de partisans de la légalisation de l'avortement, pour protester contre l'interdiction de celui-ci en Irlande, après la mort de Savita Halappanavar à qui l'avortement avait été refusé.

L'avortement en Irlande est autorisé depuis le 13 décembre 2018.
Dans ce pays de forte tradition catholique, il était auparavant illégal de le pratiquer sauf s'il résultait d'une opération visant à sauver la vie de la mère. Il était interdit à la fois par le droit constitutionnel à la vie des enfants à naître et par la législation nationale. En 2010, il y avait cependant 4,5 avortements clandestins pour 1 000 femmes âgées de 15 à 44 ans. Les informations sur les services d'avortement à l'étranger et sur le voyage à l'étranger pour avorter sont protégées par la Constitution et encadrées par la loi irlandaise.
Cependant, le 25 mai 2018 un référendum abroge l'article constitutionnel qui interdit l'avortement et permet donc au gouvernement de Leo Varadkar de faire voter une loi permettant l'avortement jusqu'à la douzième semaine de grossesse.

## Législation

### Anciennes dispositions

#### Constitution irlandaise
L'article 40.3.3° de la Constitution de l'Irlande spécifie la protection du droit à la vie de l'enfant à naître, ainsi que le droit à voyager et à obtenir des informations sur les services légaux dans d'autres juridictions. Le premier paragraphe est ajouté en 1983 par le Huitième Amendement. Les deuxième et troisième amendements sont ajoutés en 1992 par respectivement le Treizième et le Quatorzième Amendements. En 2010, on compte 4,5 avortements pour 1 000 femmes âgées de 15 à 44 ans.

#### Législation
« L’État reconnaît le droit à la vie du fœtus et, au regard du droit égal à la vie de la mère, garantit, de par ses lois, de respecter et, autant que possible, de défendre ce droit.
Cette sous-section n'ôte pas le droit à la libre circulation entre l'État et un autre État.
Cette sous-section ne limite pas la liberté à obtenir ou fournir, dans l'État, dans les limites de la législation en vigueur, des informations sur les services légaux dans un autre État. »

— Article 40.3.3 de la Constitution de l'Irlande
La loi actuelle au sujet de l'avortement en Irlande est le Protection of Life During Pregnancy Act de 2013. Les sections 7 et 8 autorisent l'interruption de grossesse en cas de risque de décès pour raisons médicales, et la section 9 l'autorise en cas de risque de décès par suicide. Les sections 58 et 59 des Offences Against the Person Act de 1861 sont annulés et remplacés par le délit défini en section 22 :

« 22. (1) La destruction de la vie humaine à naître est une infraction.
(2) Une personne coupable d'une infraction de cette section est passible d'une amende ou d'une peine de prison qui ne dépassera pas 14 ans, ou des deux.
(3) Une accusation pour cette infraction ne peut être portée à l'attention de la cour que part ou avec le consentement du Director of Public Prosecutions. »

La loi est proposée par le ministre de la Santé James Reilly, représentant le parti Fine Gael au sein du gouvernement du Parti travailliste. Elle est votée à 127 votes contre 31. Fine Gael, le parti travailliste et Sinn Féin forment une coalition en faveur de la loi, et parmi les frondeurs, on trouve les représentants de Fine Gael Lucinda Creighton, Terence Flanagan, Peter Mathews, Billy Timmins, et Brian Walsh, ainsi qu'un de Sinn Féin, Peadar Tóibín. Brian Walsh et Peadar Tóibín retournent ensuite dans leur parti.
La Cour Suprême demande au président Michael D. Higgins de convoquer le Conseil d'État afin d'étudier la constitutionnalité de la loi et une référence éventuelle de cette loi à l'article 26 de la Constitution. Le président refuse d'ajouter cette mention, et la loi est promulguée le 30 juillet 2013.

### Législation depuis 2018
Le 25 mai 2018, un référendum abroge l'article constitutionnel qui interdit l'avortement et permet donc au gouvernement de Leo Varadkar de faire voter une loi permettant l'avortement jusqu'à la douzième semaine de grossesse. Le gouvernement soumet le 27 septembre 2018 un projet de loi légalisant l'avortement dans les douze premières semaines de grossesse, ou plus en cas de risque pour la santé de la mère ou de malformation du foetus. Voté le 8 décembre au Dáil Éireann par 90 voix pour, 15 contre et 12 abstentions, il est voté le lendemain au Seanad Éireann par 27 voix pour et 5 contre, puis ratifié le 20 décembre par le président Michael D. Higgins, avec une entrée en vigueur le 1er janvier 2019,,,.
Le premier rapport sur l'avortement dans le pays est publié en juin 2020. En 2019, six mille six cent soixante-six avortements ont été pratiqués dans le pays.

## Contexte historique
Le cas anglais de R v. Bourne (1938), qui autorise à utiliser la détresse d'une femme enceinte comme moyen de défense lors d'un procès contre un médecin pour interruption volontaire de grossesse, s'ensuit d'une augmentation des avortements en Grande-Bretagne, et par conséquent, d'irlandaises voyageant pour avorter. Entre 1938 et 1942, aucune femme irlandaise n'est poursuivie pour avortement illégal, mais en raison des restrictions sur les voyages pendant la guerre, on recense 25 procès entre 1942 et 1946.
À la fin des années 1930 et au début des années 1940, on compte jusqu'à 400 interruptions volontaires de grossesse (légales ou illégales). On peut déduire des données d'émigration de l'époque qu'une fraction importante de la population irlandaise est consciente de la possibilité d'avorter discrètement en Angleterre. The Bell Magazine, en 1941, rapporte que certaines jeunes femmes de bonne famille sont "envoyées à l'étranger, normalement à Londres, Paris, Biarritz, reviennent sans le bébé et personne n'en parle plus". Après la Seconde Guerre mondiale, le nombre de procès dus à des avortements découverts ou avec des complications baisse. Les coupables sont sanctionnés sévèrement, souvent condamnés à de longues peines de prison. Un médecin de Merrion Square, un quartier de Dublin, est condamné en 1944 à 15 ans de prison, ramenés à 7 sur appel,,. Le premier rapport de police sur le crime, publié en 1947, fait référence aux avortements illégaux. Dans les années 1950, les romans, autobiographies et travaux scientifiques, y compris médicaux, qui argumentent en faveur de l'avortement ou décrivent une procédure sont interdits. Entre 1952 et 1963, on compte extrêmement peu de procès pour avortement illégal mais une des faiseuses d'anges les plus connues d'Irlande, Mamie Cadden, est condamnée à la peine de mort par pendaison en 1957 après le décès d'une de ses patientes. Sa peine est réduite à un emprisonnement à vie après son appel.
L'Abortion Act de 1967, en Grande-Bretagne, rend plus facile l'accès au traitement pour les femmes irlandaises, et l'instance d'infanticide qui était utilisée pour la question de l'avortement commence à fortement décliner. En 1974, Noël Browne devient le premier membre de l'Oireachtas à proposer l'avortement médical au Sénat. En 1981, la future Présidente d'Irlande, Mary McAleese, est invitée à présider une rencontre du mouvement pro-choix. Elle affirme plus tard qu'elle n'avait pas compris le but de la rencontre. McAleese a auparavant affirmé qu'elle « estime que ce serait un échec de ne pas pouvoir considérer l'avortement comme un droit fondamental », mais aussi qu'elle ne sentait pas que « le problème devrait être réglé par l'introduction d'une législation sur l'avortement » en Irlande.
Des décès de femmes enceintes dus à un refus de soins médicaux pour cause de grossesse, comme celui de Sheila Hodgers en 1983, attisent régulièrement la controverse.

## Communication sur l'avortement
Dans les années 1980, la Society for the Protection of Unborn Children demande l'interdiction de fournir des informations sur l'avortement en Grande-Bretagne, utilisant pour cela l'Article 40.3.3°. Lors de ce procès, ensuite intitulé AG (SPUC) v Open Door Counselling Ltd. and Dublin Wellwoman Centre Ltd. (1988), la Cour interdit à deux agences de conseil médical d'aider les femmes à voyager à l'étranger pour des avortements, ou de leur fournir des informations sur la manière de contacter des cliniques d'avortement à l'étranger. SPUC v Grogan et SPUC v Coogan visent les associations étudiantes et cherchent à les empêcher de distribuer des informations sur les procédures britanniques d'interruption volontaire de grossesse.
En réponse au succès de ces procès, et à la suite de la controverse provoquée par le Cas X, un référendum est organisé en novembre 1992, et le quatorzième amendement intègre la Constitution.
Les informations sur l'avortement à l'étranger sont gérées par le Regulation of Information (Services Outside the State For Termination of Pregnancies) Act de 1995. La Cour Suprême, sur demande de la Présidente Mary Robinson, considère que cette loi est constitutionnelle.

## Chronologie des incidents majeurs

### Décès de Sheila Hodgers
Sheila Hodgers était une femme au foyer irlandaise de Dundalk (comté de Louth), décédée en 1983 de cancers multiples deux jours après la naissance de son troisième enfant (décédé immédiatement après l'accouchement). On considère que l'hôpital, de forte tradition catholique, lui a interdit des traitements contre le cancer pendant la grossesse, refusant de faire du mal au fœtus.

### Cas X
En 1992, dans Attorney General v. X (le Cas X), le procureur général cherche à interdire une enfant de quatorze ans, qui a été violée, d'avorter en Angleterre. Le juge Declan Costello accorde cette injonction. Sur appel de la Cour suprême d'Irlande, la décision est annulée sur la base de pulsions suicidaires de l'enfant : on considère que sa vie est en danger et que l'avortement est donc autorisé.
En novembre 1992, le douzième amendement est proposé pour empêcher le risque de suicide comme raison légale d'avorter, mais le référendum l'annule. Une proposition similaire de 2002, dans le vingt-cinquième amendement, est également annulée après un référendum.
Le treizième amendement, promulgué en novembre 1992, est une réponse à l'injonction demandée par le procureur général : il dispose que la protection des enfants à naître ne peut pas empêcher quelqu'un d'avorter dans un autre pays.

### Cas C
En août 1997, une enfant de treize ans violée tombe enceinte. Elle est suicidaire à cause de la grossesse et avorte au Royaume-Uni,.
Adulte, elle s'exprimera sur son expérience sans révéler son identité. Elle affirme avoir trouvé l'avortement traumatisant et ne pas comprendre, à l'époque, ce qu'on lui faisait : elle ne savait pas qu'on la faisait avorter et croyait qu'on l'aidait à accoucher.

### Comité sur la Constitution
En 1999, le gouvernement irlandais produit un livre vert de 179 pages résumant la loi irlandaise sur l'avortement et crée un comité réunissant tous les partis pour en discuter. En novembre 2000, le gouvernement publie le Fifth Progress Report: Abortion.

### D v Ireland
En 2002, avant le référendum du Vingt-Cinquième amendement, une femme enceinte d'un fœtus à malformations fatales voyage pour avorter au Royaume-Uni. Sa lettre ouverte dans The Irish Times est considérée comme déterminante pour le résultat du référendum, qui repousse l'amendement,. Plus tard, elle porte plainte auprès de la Cour européenne des droits de l'homme dans le cas D v Ireland, mais le cas est refusé : l'État rappelle que la Constitution irlandaise peut autoriser des avortements si le fœtus est condamné. Après le décès de Savita Halappanavar, elle sort de l'anonymat pour militer,.

### Miss D
En mai 2007, une jeune fille de dix-sept ans, pupille de l'État et identifiée seulement sous le nom "Miss D", est interdite de voyage au Royaume-Uni par le Health Service Executive. Le fœtus souffre d'anencéphalie : l'absence d'une partie du cerveau, du crâne et de la tête, qui le rend aveugle, sourd, inconscient, et incapable de ressentir la douleur, une maladie systématiquement létale. La cour décide le 9 mai 2007 qu'elle ne peut pas être interdite de sortie du territoire,.

### A, B and C v Ireland
En 2005, deux femmes irlandaises et une femme lituanienne qui ont avorté en Angleterre portent plainte auprès de la Cour européenne des droits de l'homme en affirmant que les lois irlandaises, trop coercitives et difficiles à interpréter, violent plusieurs dispositions de la Convention européenne des droits de l'homme. Le cas A, B and C v Ireland est porté devant la cour le 9 décembre 2009 et une décision est publiée le 16 décembre 2010. Dans ce cas, la Cour affirme que le droit des deux premières femmes n'a pas été bafoué, parce que la loi irlandaise "essaie de protéger la morale publique de façon légitime". La Cour européenne des droits de l'homme estime que la loi irlandaise fait un équilibre correct entre le droit au respect de la vie privée des femmes et celui des enfants à naître. Elle établit cependant que l'Irlande a violé la convention en ne permettant pas à ces femmes de savoir facilement si elles bénéficient du droit à l'avortement ou non. La décision s'applique à l'Irlande et à tous les membres du Conseil de l'Europe.
Un groupe d'experts nommé par le gouvernement publie un rapport le 13 novembre 2012, la veille avant la publication du décès de Savita Halappanavar. Il exige que l'Irlande mette en place les demandes de la Cour, et recommande une réforme législative,,. Ceci mène au Protection of Life During Pregnancy Act l'année suivante.

### Savita Halappanavar
Le décès de Savita Halappanavar mène à des manifestations en 2012, appelant à une modification des lois irlandaises sur l'avortement et à une enquête transparente par le Health Service Executive. Après sa fausse couche, Halappanavar est interdite d'avorter parce que le cœur du fœtus bat encore,,. L'enquête constate un diagnostic erroné et des règlements internes de clinique non respectés, et fait un certain nombre de recommandations, incluant des changements de la loi et de la constitution.

### Ms Y
En 2014, Ms Y, une jeune femme suicidaire, n'a pas le droit d'avorter. Elle fait une grève de la faim. L'enfant naît par césarienne.

### PP v HSE
En décembre 2014, une femme en état de mort cérébrale est gardée en vie artificiellement à l'encontre de l'avis de sa famille, parce que le cœur du fœtus qu'elle porte bat toujours. Elle a été hospitalisée initialement pour un kyste cérébral. Dans PP v. HSE, un comité de trois juges de la cour décide le 26 décembre 2014, dans un rapport de 29 pages, que tous les soins doivent cesser. La cour accepte les témoignages des experts qui estiment que le fœtus ne pourra pas survivre pendant les deux mois nécessaires avant l'accouchement. La question légale et constitutionnelle, comme la mère est déjà cliniquement morte, est de savoir si le fœtus a une chance de naître. Le rapport ne crée pas de jurisprudence dans le cas où un fœtus a une chance de d'aboutir plus importante.
L'archevêque catholique de Dublin, Diarmuid Martin, affirme qu'il ne s'oppose pas à la décision, comme la mère est techniquement décédée et que le fœtus ne peut pas survivre. L'Église remet en question le choix des cours irlandaises de ne pas créer de jurisprudence claire pour les situations similaires. Le ministère de la santé doit examiner la décision : les deux parties l'acceptent et aucune ne fait appel. Le maintien en vie artificielle s'arrête le 26 décembre 2014.

### Mellet v Ireland
Amanda Mellet tombe enceinte en 2011, mais le fœtus est atteint de trisomie 18, anomalie chromosomique qui a de forts risques d'être fatale avant même la naissance. Elle ne peut pas avorter en Irlande et doit partir au Royaume-Uni. En 2016, elle porte plainte auprès du Comité des droits de l'homme qui décide que la loi irlandaise sur l'avortement viole le Pacte international relatif aux droits civils et politiques de l'ONU. Le gouvernement irlandais doit lui verser 30 000 euros de compensation,.

## Avortement en Irlande

### Avortement à l'étranger
Depuis le Treizième Amendement de 1992, il est légal d'avorter en dehors d'Irlande. Les estimations sur le nombre de femmes irlandaises ayant avorté en Grande-Bretagne varient.
En 1980, Marian Finucane gagne le Prix Italia pour un documentaire sur l'avortement. Elle y interroge une femme sur le point d'avorter, l'accompagne en Angleterre et à l'hôpital, et discute à nouveau avec elle après l'opération. En 2001, on estime qu'environ 7 000 femmes ont avorté à l'étranger. Les statistiques montrent que 4 149 femmes irlandaises ont avorté en Grande-Bretagne en 2011. Ces dernières années, un certain nombre de femmes irlandaises a choisi d'avorter aux Pays-Bas.
La question d'un voyage au Royaume-Uni pour une interruption volontaire de grossesse revient dans beaucoup de cas irlandais : le Cas X en 1992, le Cas C en 1997, en 2007 avec Miss D, et dans le cas de déformations fatales du fœtus. Dans le cas de 2016 Mellet v Ireland, Amanda Mellet reçoit une compensation de 30 000 euros, en partie parce qu'elle a été obligée de suivre la procédure à l'étranger.

### Pilules abortives
Entre 2010 et 2012, 1 642 femmes ont commandé des pilules pour une IVG médicamenteuse sur Women on Web et ont avorté chez elles en Irlande. Ces pilules sont illégales en Irlande, et les services de douanes confisquent parfois des cargaisons.

### Protection of Life During Pregnancy Act 2013
Chaque année, le gouvernement publie combien de grossesses ont été arrêtées en respectant le Protection of Life During Pregnancy Act 2013, mis en application le 1er janvier 2014.
| Année | Nombre d'avortements |
| ----- | -------------------- |
| 2014  | 26,                  |
| 2015  | 26                   |

## Débat public
Le droit à l'avortement a fait l'objet de 4 référendums successifs en Irlande : en 1983, en 1992, en 2002 et en 2018. Les sondages d'opinion sur la question de l'avortement en Irlande sont fréquents.
- En septembre 2004, le Royal College of Surgeons fait un sondage sur les adultes de moins de 45 ans. Ils trouvent 51 % de personnes pour l'avortement sur demande, 39 % pour l'avortement dans certaines conditions. Seulement 8 % s'élèvent contre l'avortement quelles que soient les conditions[58].
- En septembre 2005, Irish Examiner/Lansdowne note que 36 % de la population interrogée est pour l'avortement, et 47 % contre[59].
- En juin 2007, un sondage de TNS/MRBI montre que 43 % des sondés soutiennent l'avortement si elle aide la femme enceinte et 51 % sont contre. 82 % sont d'accord pour légaliser l'avortement quand la vie de la femme est en danger, 75 % quand le fœtus ne peut pas survivre une fois né, et 73 % quand la grossesse résulte d'un abus sexuel[60].
- En janvier 2010, un sondage en ligne de Irish Examiner/Red C montre que 60 % des 18 à 35 ans soutiennent la légalisation de l'avortement, et 10 % du même groupe d'âge a fait partie d'une relation lors de laquelle un avortement a eu lieu. Le même sondage trouve que 75 % des femmes veulent un accès sans ordonnance à la pilule du lendemain[61].
- En septembre 2012, un sondage de Sunday Times/Behaviour and Attitudes sur un échantillon de 923 personnes montre que 80 % des votants soutiendraient un changement de la loi pour autoriser l'avortement en Irlande quand la vie d'une femme est en danger, avec 16 % contre et 4 % d'indécis[62].
- En novembre 2012, un sondage du Sunday Business Post/Red C sur un échantillon de 1003 adultes montre que 85 % des votants voudraient que le gouvernement "fasse une loi suivant le Cas X, ce qui signifie autoriser l'avortement quand la vie de la mère est en danger, y compris par suicide", avec 10 % contre et 5 % d'indécis. Le même sondage montre que 82 % des votants soutiennent "un amendement à la constitution pour étendre le droit à l'avortement à tous les cas dans lesquels la vie de la mère est en danger et également en cas de viol", et 36 % des votants soutiennent "un amendement à la constitution pour autoriser l'avortement dans n'importe quel cas où une femme le demanderait". De plus, 63 % des votants soutiennent "un amendement constitutionnel pour limiter le Cas X en excluant le suicide, mais en autorisant tout de même l'avortement si la vie de la mère est en danger pour des raisons autres que le suicide"[63].
- En janvier 2013, un sondage de Paddy Power/Red C conduit sur un échantillon de 1 002 personnes montre que 29 % des votants considère que l'avortement devrait être autorisé "sur demande de la femme". 35 % soutiennent une loi inspirée par le Cas X pour les avortements lors desquels la vie de la mère est en danger, y compris pour le suicide. 26 % soutiennent l'avortement si la vie est en danger sauf pour le suicide, et 8 % estiment qu'aucune loi ne devrait changer[64].
- En janvier 2013, le Sunday Times/Behaviour and Attitudes conduit un sondage sur un échantillon de 916 votants. 87 % des votants soutiennent l'avortement quand la vie de la mère est en danger sauf pour risque de suicide, 80 % quand le fœtus ne peut pas survivre une fois né, 74 % si la grossesse résulte d'un viol, 59 % si la femme enceinte montre des envies suicidaires. Au total, on arrive à 92 % de votants pour au moins une de ces quatre circonstances, et 51 % dans toutes les circonstances[65].
- En février 2013, un sondage de Irish Times/Ipsos MRBI conduit sur 1000 votants lors d'entretiens en face-à-face obtient 84 % de votants pensant que l'avortement devrait être autorisé quand la vie de la mère est en danger, 79 % quand le fœtus ne peut pas survivre une fois né, 78 % si la grossesse résulte d'un viol ou d'inceste, 71 % si la femme enceinte montre des envies suicidaires (Cas X), 70 % si la santé de la mère est en danger, et 37 % quand la femme choisit d'avorter[66],[67].
- En juin 2013, un sondage de Irish Times/Ipsos MRBI conduit sur 1 000 personnes lors d'entretiens en face-à-face obtient 75 % de votants en faveur de la nouvelle législation (Protection of Life during Pregnancy Bill 2013), avec 14 % contre et 11 % de "ne sait pas". 89 % des votants estiment que l'avortement devrait être autorisé quand la vie de la femme est en danger, 83 % quand le fœtus ne peut pas survivre une fois né, 81 % si la grossesse résulte d'un viol ou d'une agression, 78 % si la santé de la femme est en danger, 52 % si la femme montre des envies suicidaires, et 39 % quand la femme choisit d'avorter[68].
- En septembre 2014, un sondage de Sunday Independent/Millward Brown obtient 56 % de votants pour un référendum pour annuler le Huitième Amendement de la Constitution, avec 19 % contre et 25 % d'indécis. De plus, 60 % des votants sont pour l'autorisation de l'avortement en cas d'envies suicidaires de la femme, 69 % si la grossesse résulte d'un viol, 72 % si la vie de la femme est en danger (pour une autre raison que le suicide), 68 % si la santé de la femme est en danger. Dans le cas de l'avortement "pour d'autres raisons", 34 % sont pour, 38 % contre et 20 % répondent "ça dépend"[69].
- En janvier 2016, un sondage de Newstalk/Red C obtient 78 % de votants pour l'avortement si la grossesse résulte d'un viol ou d'inceste, 76 % si le fœtus ne peut pas survivre une fois né, 61 % si le fœtus a une malformation non-fatale ou un handicap grave, 59 % si la femme montre des envies suicidaires, 41 % si la femme enceinte décide d'avorter. Cependant, quand on leur demande s'il faudrait supprimer le Huitième Amendement de la Constitution, 48 % seulement répondent "oui" et 41 % répondent "non"[70].
- En octobre 2016, un sondage de Irish Times/Ipsos MRBI obtient 18 % de votants contre l'annulation du Huitième Amendement. 55 % sont pour son annulation pour autoriser l'avortement en cas de viol ou si le fœtus ne peut pas survivre une fois né, 19 % si la femme décide d'avorter, et on compte 8 % d'indécis. Les votes moins conservateurs sont plus nombreux à Dublin et chez les votants les plus jeunes[71].
- En avril 2017, Claire Byrne Live/Amárach Research Panel demande à 1,000 adultes "Êtes-vous d'accord avec la Citizens' Assembly sur le fait que l'avortement devrait être autorisé sans justification ?" 50 % répondent oui, 33 % non et 17 % ne se prononcent pas[72].